# Nesoriella maculata
Nesoriella maculata är en insektsart som beskrevs av Henry Fairfield Osborn 1934. Nesoriella maculata ingår i släktet Nesoriella och familjen dvärgstritar. Inga underarter finns listade i Catalogue of Life.